# Halitrephes maasi
Halitrephes maasi är en nässeldjursart som beskrevs av Bigelow 1909. Halitrephes maasi ingår i släktet Halitrephes och familjen Halicreatidae. Inga underarter finns listade i Catalogue of Life.